# 合水镇 (和平县)
合水镇，是中华人民共和国广东省河源市和平县下辖的一个乡镇级行政单位。

## 行政区划
合水镇下辖以下地区：
街道社区、合水村、金坑村、彰洞村、丰岭村、丰洋村、大罗村、兴径村、中和村、西坑村、三联村、政和村和珊坪村。